# کوین گری (بازیکن فوتبال)
کوین گری (انگلیسی: Kevin Gray؛ زادهٔ ۷ ژانویهٔ ۱۹۷۲) بازیکن فوتبال اهل بریتانیا است.
از باشگاه‌هایی که در آن بازی کرده‌است می‌توان به باشگاه فوتبال منزفیلد تاون، باشگاه فوتبال وورکینگتون ای. اف. سی، باشگاه فوتبال ترانمره راورز، باشگاه فوتبال استوک‌پورت کانتی، باشگاه فوتبال چسترفیلد، باشگاه فوتبال کارلایل یونایتد، و باشگاه فوتبال هادرزفیلد تاون اشاره کرد.